# چهل تکه
در ساختمان‌های قدیمی شهر خواف از توابع خراسان جنوبی نوعی طراحی در بدنه داخلی ساختمان وجود دارد که همچون آینه کاری یا آجرکاری و موزاییک کاری می‌باشد اما نوع بافت آن پرحجم بوده و قابل لمس می‌باشد به این نوع بدنه که بیشتر از خشت خام و رنگهایی طبیعی می‌باشد چهل تکه می‌گویند، که از مصالح بوم آورد برای چسپاندن آن به بدنه ساختمان استفاده میشده است همچون ساروج و مومینه و... در این نوع نما داخلی چهل تکه‌ها به هم وصل شده و هنگام بندکشی آن از نوعی زغال و سنگ آسیاب شده و ساروج استفاده میشده که هر قطعه را به صورتی زیبا و همچون یک خط به دیگری وصل مینموده. امروز درخانه علی صدری خراسانی در خواف می‌توان یک نمونه از چهل تکه را دید که به رنگ فیروزه‌ای و سبز چمنی نقش بسته شده است.